# Entodon incurvatus
Entodon incurvatus är en bladmossart som beskrevs av Georg Ernst Ludwig Hampe 1865. Entodon incurvatus ingår i släktet Entodon och familjen Entodontaceae. Inga underarter finns listade i Catalogue of Life.